# Les Maris de River Song
Les Maris de River Song  est un épisode spécial de la série britannique de science-fiction Doctor Who diffusé le jour de Noël 2015. Les acteurs principaux sont Peter Capaldi et Alex Kingston, et les acteurs secondaires Greg Davies et Matt Lucas.
Il fait suite à Montée en enfer.

## Caractéristiques
C'est le onzième épisode spécial de Noël depuis le retour de la série en 2005. Il est écrit par Steven Moffat et mis en scène par Douglas Mackinnon.
L'épisode marque le retour d'Alex Kingston dans le rôle de River Song, faisant sa première apparition aux côtés du douzième Docteur incarné par Peter Capaldi à la suite de la dernière apparition de Clara Oswald (Jenna Coleman) dans l'épisode précédent.

## Distribution
- Peter Capaldi : Le Docteur
- Alex Kingston : River Song
- Greg Davies : Roi Hydroflax
- Matt Lucas : Nardole
- Rowan Polonski : Flemming
- Robert Curtis : Scratch
- Chris Lew Kim Hoi : Alphonse
- Nonso Anozie : Hydroflax (voix)
- Phillip Rhys : Ramone

## Résumé
Le Docteur passe Noël à l'écart de la foule et des festivités. Il affiche sur son TARDIS que « les chanteurs de Noël seront critiqués ». 
Un jeune homme appelé Nardole vient le chercher car il a besoin d'un Docteur et Nardole présume que c'est lui.
Ne sachant pas de quoi il s'agit, le Docteur le suit à bord de son vaisseau, qui est pour lui, une énorme « soucoupe volante ».
Une femme descend du vaisseau pour faire le point avec le chirurgien : le Docteur reconnait sa femme, River Song, mais elle ne le reconnait pas. 
Elle avait passé un contrat avec un chirurgien pour opérer son mari, le Roi Hydroflax. Elle le décapite pour récupérer ce qui se trouve à l'intérieur : l'un des plus précieux diamants de la galaxie, l'Androvar d'Allassi. 
Quand celui-ci se réveille et les pourchasse, River et le Docteur emportent la tête dans le TARDIS et s'enfuient. 
Mais c'est un paradoxe temporel pour le vaisseau du Docteur, un être vivant ne pouvant se trouver à l'intérieur et à l'extérieur du TARDIS.  
Lorsque le corps métallique arrive pour capturer River, le vaisseau les emmène ailleurs.  
(Dans le TARDIS, le Docteur cache son identité vis-à-vis de River qui ne l'a toujours pas reconnu, malgré ses répliques et références répétées. Il simule un choc lors de l'arrivée dans le vaisseau et répète la phrase devenue mythique : c'est plus grand à l'intérieur, en VO « It's bigger in the inside »). 
River et le Docteur arrivent sur un paquebot qui fait une croisière spatiale, paquebot du nom « Harmony and Redemption ». Ils sont accueillis par Flemming. 
River lui explique qu'elle devait voler le diamant et le remettre à quelqu'un, un acheteur en échange d'une forte somme d'argent. Elle ignore qui il est vraiment car il a fait l'achat par Internet. En l'attendant, elle lit son journal intime.  
Le Docteur le reconnait également et lui demande pourquoi elle est si inquiète. Elle lui répond que l'homme qui lui a offert ce journal savait de combien de pages elle aurait besoin et qu'il est presque fini.  
L'acheteur arrive, River insiste pour qu'il exécute le paiement immédiatement mais elle et le Docteur chipotent pour lui donner la tête du Roi Hydroflax. 
En effet, l'acheteur appelé Scratch, vénère le Roi. Flemming retrouve le corps métallique de Hydroflax dans la soute à bagages et l'amène auprès de sa tête. 
Mais celle-ci a subi trop de dommages et est sur le point de mourir.  
Flemming propose alors au Roi de prendre la tête du mystérieux vrai époux de River : l'homme aux multiples visages, l'être légendaire qui se fait appeler le Docteur.  
River réfute cette proposition, argumentant que le Docteur n'est pas ici, qu'il n'est pas un être ordinaire qui tombe amoureux des gens, qui vient les sauver quand ils en ont besoin. Elle révèle qu'elle aime le Docteur mais que celui-ci ne l'aime pas en retour et qu'elle le vit très bien.  
Quand elle termine son plaidoyer, elle se tourne vers le Docteur, ils échangent un regard et il lui révèle qui il est vraiment en lui répétant « Hello Sweetie ».  
Sa vraie identité dévoilée, ils établissent un plan pour se sortir du paquebot sans dommages. En effet, celui-ci est touché ensuite par un impact de météorites.   
Le Docteur et River s'en sortent quand tout le reste des passagers meurent dans le crash. River explique qu'elle les déterre 400 ans plus tard.      
Le Docteur et River se précipitent dans le TARDIS et sont propulsés dans chaque coin dans la violence de l'impact. Le Docteur est le seul qui se réveille immédiatement après.      
Le TARDIS atterrit sur Darillium, planète des fameuses Tours chantantes. Le Docteur trouve un jeune homme là-bas à la recherche de survivants. Il lui dit qu'il n'y en a aucun.      
Il lui donne l'Androvar d'Allassi (que River était parvenue à récupérer) et lui suggère de construire un restaurant juste en face des Tours chantantes.      
Pendant que River est encore inconsciente, il avance dans le temps, après la construction du restaurant et réserve la meilleure table, celle avec la vue sur les Tours (qui n'est disponible que 4 ans après).        
Quand River se réveille, elle est conduite à la table réservée. Elle retrouve son ancien ami et mari Ramone (dans le corps métallique de Hydroflax dont toutes les pièces malveillantes ont été enlevées) après sa réparation. Lui et Nardole travaillent dans le restaurant depuis le crash.        
Le Docteur offre à River un tournevis sonique (car il était peiné par la truelle sonique qu'elle utilisait). Même si le Docteur refuse de l'avouer clairement, ils passent leur dernier moment ensemble sur Darillium, moment qui dure 24 ans.

## Continuité
- Le Docteur dit à Nardole « À un moment on est sûr et une seconde plus tard les gens se transforment en lézards et un piano vous tombe dessus ». Il fait référence à une scène de l'épisode En apnée où Madame Vastra endort le Docteur par télépathie, avec une telle force que c'est comme si un piano lui tombait dessus.
- Lorsque le Docteur tente de se faire reconnaître par River, il utilise les mêmes mots que River Song dans Bibliothèque des ombres (« Tu ne sais vraiment pas qui je suis », « Qui êtes vous ? »).
- Ramone montre des photos des visages originaux du Docteur, que River garde dans l'ordre afin de reconnaître le Docteur, chose qu'elle faisait déjà dans Les Anges prennent Manhattan[1]. River ne reconnait pas le douzième Docteur car elle pense qu'il a atteint sa limite de douze régénérations, pour la première fois mentionnée dans l'épisode The Deadly Assassin[2]. Lorsque River lui demande comment il a contourné ces limites, le Docteur dit que « quelque chose est arrivé » afin de ne pas résumer les événements de L'Heure du Docteur.
- Lorsque Flemming lit le journal de River, il résume les aventures qu'elle a vécues avec le Docteur : l'ouverture de la Pandorica (La Pandorica s'ouvre), le crash du Byzantium (mentionné pour la première fois dans le double épisode Bibliothèque des ombres et vu dans Le Labyrinthe des Anges), le pique-nique à Asgard (mentionné dans Bibliothèque des ombres), la rencontre avec Jim le Poisson (mentionnée dans L'Impossible Astronaute) et un récent voyage sur une planète nommée « Manhattan » (Les Anges prennent Manhattan)[3],[4],[5].
- Le Docteur dit à River que « chaque Noël peut être le dernier Noël », répétant ce que Danny Pink disait en rêve à Clara Oswald dans l'épisode Douce Nuit[4],[5].
- Lorsque le Docteur se dispute avec River sur le fait qu'elle s'est pseudo-mariée, celle-ci lui rappelle qu'il s'est marié à Élisabeth Ire (Le Jour du Docteur), à Marilyn Monroe (Le Fantôme des Noëls passés) et peut-être à Cléopâtre[5], le Docteur lui répond « c'est la même chose » (River s'était fait passer pour Cléopâtre dans La Pandorica s'ouvre).
- Dans la Bibliothèque des ombres River donnait des détails sur la dernière fois qu'elle l'avait vu, près des tours de Darillium : il avait une nouvelle coupe de cheveux, son meilleur costume, qu'il s'est mis à pleurer lorsque les tours ont chanté et qu'il a refusé de dire que c'était leur nuit finale avant sa mort[6],[5]. River explique que le Docteur a décalé et annulé de nombreuses fois cette rencontre et l'on voyait l'une d'entre elles dans le mini-épisode Last Night[1].
- Le Docteur offre à River le tournevis sonique qu'elle utilisera dans la Bibliothèque des ombres.
- Le Docteur utilise plusieurs fois la phrase récurrente de River « Hello Sweetie » (« Salut mon petit cœur ») et « Spoilers » (« C'est pas l'heure »)[4],[5],[7].
- River mentionne dans l'épisode Bibliothèque des ombres qu'elle était sortie avec un androïde, on apprend qu'il n'est autre que le roi Hydroflax.
- Lorsque River sort les affaires de son sac pour libérer de la place afin d'y placer la tête de son mari, on peut voir qu'elle sort un fez identique à celui du Onzième Docteur.

## Production

### Tournage
Le tournage de cet épisode spécial s'est déroulé du 2 au 26 septembre 2015.